# Ateuchus howdeni
Ateuchus howdeni är en skalbaggsart som beskrevs av Kohlmann 1996. Ateuchus howdeni ingår i släktet Ateuchus och familjen bladhorningar. Inga underarter finns listade.